# TV Großwallstadt
TV Grosswallstadt (o TV Großwallstadt en alemán) es un equipo de balonmano de Aschaffenburg, Alemania. Actualmente compite en la 3.Liga, la tercera división de balonmano alemana.

## Palmarés
- Bundesligas alemanas: 6
  - 1978, 1979, 1980, 1981, 1984, 1990

- Copas de Alemania: 4
  - 1980, 1984, 1987, 1989

- Copa de Europa: 2
  - 1979, 1980

- Recopa: 2
  - 1978, 1979

- Copa EHF: 1
  - 1984

- Copa City:  1
  - 2000

## Jugadores históricos
| - Mafred Hofmann (1966-1982) - Peter Meisinger (1975-1984) - Martin Schwalb (1984-1988) - Michael Roth (1986-1990) - Péter Kovács (1988-1990) - Bernd Roos (1988-2003) - Nenad Kljaić (1994-2000) - Jörg Kunze (1995-2001) (2003-2005) - Jackson Richardson (1997-2000) - Heiko Grimm (1997-2004) (2005-2008) | - Joachim Boldsen (1999-2001) - Christian Ramota (1999-2001) - Tonči Valčić (2000-2003) - Carsten Lichtlein (2000-2005) - Dominik Klein (2002-2003) (2005-2006) - Jan-Olaf Immel (2005-2007) - Mattias Andersson (2008-2011) |